# Бжезиця
Бжезиця (пол. Brzezica, нім. Klein Bresa) — село в Польщі, у гміні Борув Стшелінського повіту Нижньосілезького воєводства.
Населення — 136 осіб (2011).
У 1975-1998 роках село належало до Вроцлавського воєводства.

## Демографія
Демографічна структура станом на 31 березня 2011 року:
|          | Загалом | Допрацездатний вік | Працездатний вік | Постпрацездатний вік |
| -------- | ------- | ------------------ | ---------------- | -------------------- |
| Чоловіки | 69      | 11                 | 47               | 11                   |
| Жінки    | 67      | 10                 | 34               | 23                   |
| Разом    | 136     | 21                 | 81               | 34                   |